# Sergei Ivanov
Sergei Borisovitch Ivanov (em russo:  Серге́й Бори́сович Ивано́в; São Petersburgo, 31 de janeiro de 1953) é um funcionário estatal, político e militar soviético e russo. É Conselheiro de Estado Ativo de 1.ª classe da Federação Russa desde 2011 e Coronel-general da reserva. Desde 12 de agosto de 2016, atua como Representante Especial do Presidente da Federação Russa para questões de proteção ambiental, ecologia e transporte. É membro permanente do Conselho de Segurança da Federação Russa, integrante do partido "Rússia Unida" e detentor completo da Ordem "Por Mérito à Pátria".
Entre 22 de dezembro de 2011 e 12 de agosto de 2016, foi Chefe da Administração do Presidente da Federação Russa. De 28 de março de 2001 a 15 de fevereiro de 2007, ocupou o cargo de Ministro da Defesa da Federação Russa.
Desde 15 de junho de 2015, preside o conselho de diretores da PAO "Rostelecom". Também é presidente do conselho curador da Sociedade Histórico-Militar Russa desde 15 de abril de 2019.
Devido à anexação da Crimeia e à invasão da Ucrânia pela Rússia, está sob sanções pessoais da União Europeia, do Reino Unido, dos Estados Unidos e de vários outros países.

## Vida inicial
Nasceu em 31 de janeiro de 1953 em Leningrado. Foi membro do PCUS, formou-se no curso de tradução da Faculdade de Filologia da Universidade Estatal de Leningrado e na cátedra militar vinculada a ela (1975), nos cursos superiores da KGB da URSS em Minsk (1976) e no Instituto da KGB da URSS do Estandarte Vermelho (1981).
Em 1974, foi enviado para estudar a língua inglesa na School of Liberal Arts do Ealing College em Londres, Reino Unido.
Em 1975, foi admitido no serviço da KGB da URSS. De 1976 a 1977, trabalhou como funcionário do 1º Departamento da Direção da KGB para Leningrado e Oblast de Leningrado, onde atuou na mesma unidade que o futuro Presidente da Federação Russa, Vladimir Putin.
Trabalhou até 1985 na residência da KGB na Finlândia e, depois, no Quênia (para onde, segundo suas próprias palavras, foi transferido após ter sido exposto na Europa por Oleg Gordievski).
De 1991 a 1998, continuou trabalhando no Serviço de Inteligência Estrangeiro da Rússia. Encerrou sua carreira na inteligência como primeiro vice-diretor do Departamento Europeu do SVR da Rússia.

## Estadista

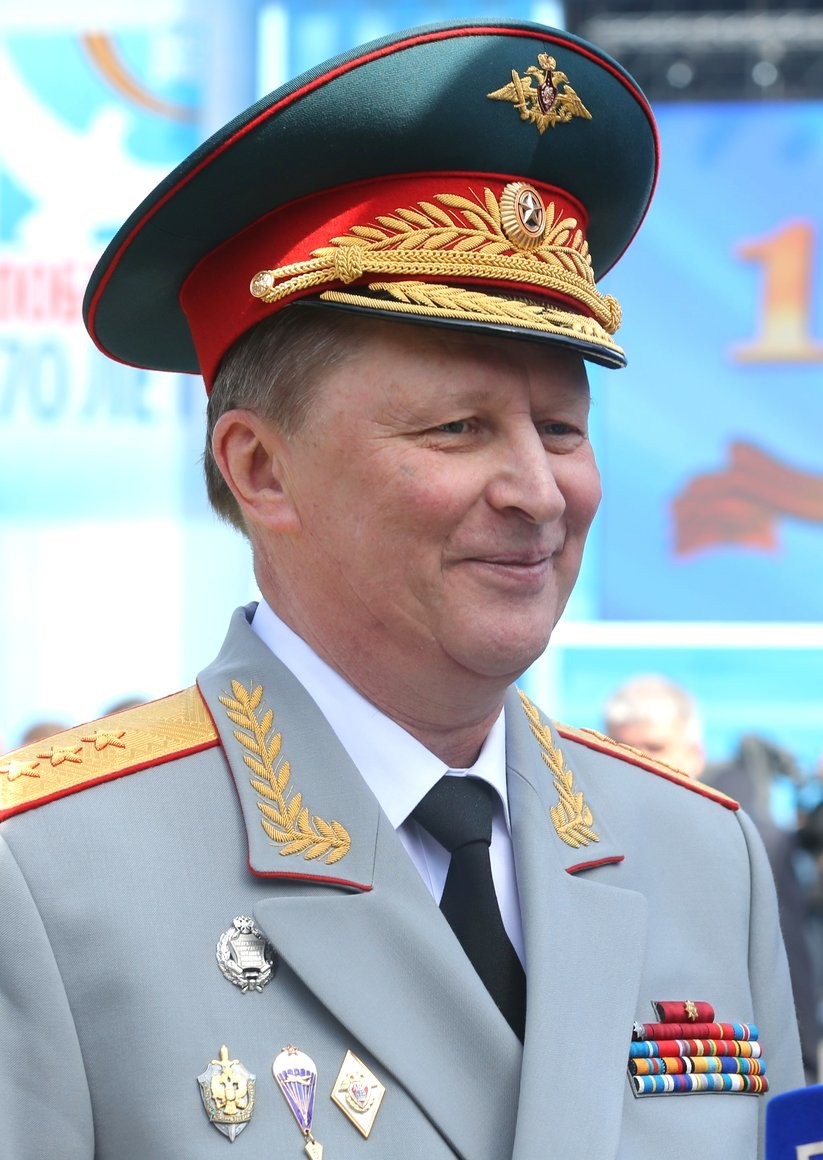
Ivanov com uniforme militar durante o Desfile do Dia da Vitória em Moscou em 2015

Em agosto de 1998, foi nomeado vice-diretor do FSB da Rússia, chefiando o Departamento de Análise, Previsão e Planejamento Estratégico (o FSB era então dirigido por Putin).
A partir de 15 de novembro de 1999, tornou-se secretário do Conselho de Segurança da Rússia. Nessa mesma data, passou a ser membro permanente do Conselho de Segurança da Federação Russa, mantendo essa função mesmo após ser nomeado Ministro e Primeiro Vice-primeiro-ministro. Permaneceu no cargo até 25 de maio de 2008, quando, na formação da nova composição do Conselho de Segurança, o Presidente Dmitri Medvedev não o incluiu no novo grupo.
Em 9 de novembro de 2000, foi transferido da ativa para a reserva nas Forças Armadas. Em 28 de março de 2001, foi nomeado Ministro da Defesa da Federação Russa, e em 14 de novembro de 2005, tornou-se Vice-primeiro-ministro acumulando a pasta da Defesa. A partir de 20 de março de 2006, presidiu a Comissão Militar-Industrial junto ao Governo da Federação Russa.
Durante certo tempo, ao lado de Dmitri Medvedev, foi considerado um dos principais possíveis sucessores de Vladimir Putin nas eleições presidenciais de 2008. Em 15 de fevereiro de 2007, foi afastado do cargo de Vice-Primeiro-Ministro e Ministro da Defesa, sendo nomeado Primeiro Vice-Primeiro-Ministro, o que aumentou as expectativas sobre sua candidatura à presidência. Pesquisas de opinião pública apontavam índices significativos de apoio. No entanto, em 10 de dezembro de 2007, em uma reunião dos partidos Rússia Unida, Rússia Justa, Partido Agrário e Força Cívica com o presidente, Dmitri Medvedev foi anunciado como o chamado "sucessor de Putin", e sua candidatura pelo Rússia Unida foi formalizada no congresso de 17 de dezembro de 2007. Ivanov também declarou apoio a Medvedev.
Em 12 de maio de 2008, no governo de Vladimir Putin, assumiu o cargo de Vice-Primeiro-Ministro da Federação Russa, supervisionando assuntos da indústria militar. Desde a primavera de 2011, preside o Conselho de Supervisão da organização autônoma sem fins lucrativos "Centro Euroasiático de Estudo, Preservação e Restauração das Populações de Leopardos".

De 22 de dezembro de 2011 a 12 de agosto de 2016, foi chefe da Administração do Presidente da Federação Russa. Em 2011, lançou a iniciativa de criação do Centro Euroasiático para a preservação dos leopardos-do-extremo-oriente.

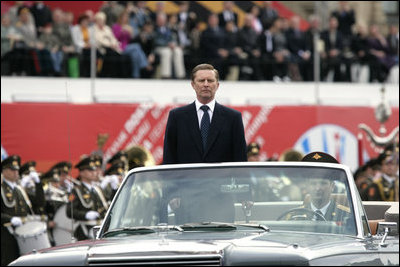
Ivanov durante o Desfile do Dia da Vitória em 2005

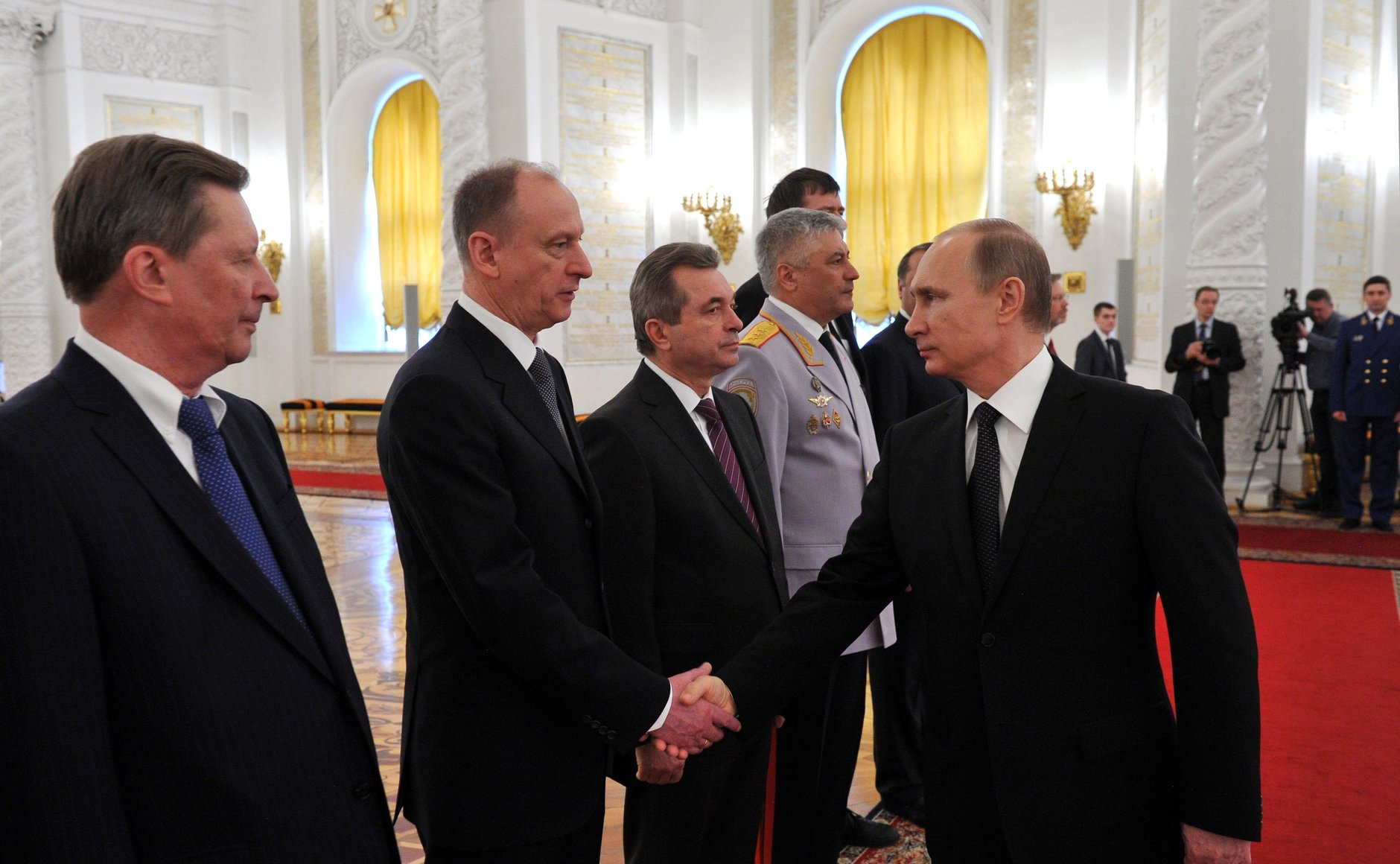
Ivanov com Vladimir Putin em uma reunião com oficiais e promotores nomeados para cargos mais altos, abril de 2015

Em 2012, durante o governo de Putin, voltou a integrar o Conselho de Segurança como membro permanente.
Desde 12 de agosto de 2016, atua como representante especial do Presidente da Federação Russa para questões de proteção ambiental, ecologia e transporte. Desde abril de 2017, integra o conselho de supervisão da estatal Rostec, sendo responsável por promover o desenvolvimento, a produção e a exportação de produtos industriais de alta tecnologia.
Em 18 de outubro de 2017, propôs a introdução de uma taxa ambiental pelo uso de sacolas plásticas em lojas.

## Propriedade e rendimentos
Segundo dados oficiais, a renda de Ivanov em 2011 foi de 6,31 milhões de rublos, enquanto a de sua esposa foi de 4,07 milhões de rublos. Juntos, Ivanov e a esposa possuem dois terrenos com área total de 2,4 hectares, uma casa, dois apartamentos e um automóvel de passeio.
De acordo com os dados oficiais, a renda de Ivanov em 2014 foi de 16,2 milhões de rublos, e a de sua esposa foi de 3,16 milhões de rublos; em 2015, foram 10,3 milhões e 2,8 milhões, respectivamente.

## Opiniões
No início de 2006, o jornalista e escritor Dmitri Bykov observou que:
a campanha de relações públicas contra o ministro da Defesa da Rússia, Sergeei Ivanov, indicava claramente o rumo do Kremlin rumo à vitória de outro sucessor de Putin (Medvedev). Destacando que "ultimamente Ivanov se tornou alvo de uma perseguição séria", com base em informações de bastidores, Bykov afirma que por trás disso estavam "não apenas opositores políticos de Ivanov, e de forma alguma o próprio D. Medvedev". Segundo Bykov, os 'iéltsinistas' também apostaram em Medvedev — e, consequentemente, contra Sergei Ivanov — pois para eles Medvedev era preferível a Ivanov. Justamente porque, no caso de Ivanov chegar ao poder, ele não passaria pano para ninguém... [ele] não rouba e não deixaria que outros roubassem.
A ex-secretária de Estado dos EUA, Condoleezza Rice, em suas memórias intituladas "A Mais Alta Honra", descreve a personalidade de Ivanov da seguinte forma:
Sergei era rígido e um tanto desconfiado em relação aos Estados Unidos, mas era alguém em quem se podia confiar. Ele nunca prometia fazer algo que não pudesse cumprir. Independentemente dos cargos e patentes, Ivanov permanecia sendo um canal de comunicação confiável com Putin, mesmo nas situações mais delicadas. Nas relações entre a Casa Branca e o Kremlin, esse canal era o mais importante e adequado.
Segundo Mikhail Zygar, na obra "Todos os Homens do Kremlin", o caso do soldado Sytchov (2006), a reação inicial malsucedida do ministro da Defesa Ivanov "não há nada sério nisso, caso contrário eu certamente saberia", o intenso envolvimento do Ministério Público e a ampla repercussão negativa na sociedade sobre o caso de dedovschina (assédio e abuso dentro das Forças Armadas) foram algumas das razões pelas quais Putin, em 2008, preferiu escolher Dmitri Medvedev como seu sucessor para o mandato presidencial de 2008–2012, apesar de Ivanov estar à frente de Medvedev nas pesquisas.

## Sanções
Em março de 2014, foi incluído na lista de sanções dos Estados Unidos "contra autoridades russas e membros do círculo íntimo da liderança russa" devido à anexação da Crimeia e "em conexão com a realização de um referendo ilegal na Crimeia".
Em 24 de fevereiro de 2022, foi incluído na lista de sanções do Canadá como um dos "aliados do regime". Também voltou a figurar, junto com o filho, na lista de sanções bloqueadoras dos EUA contra "russos influentes do círculo próximo de Putin", com o Departamento de Estado observando que "as elites próximas a Putin continuam usando sua proximidade com o presidente da Rússia para saquear o Estado russo, enriquecer a si mesmas e elevar os membros de suas famílias".
Em 25 de fevereiro de 2022, após a invasão da Ucrânia pela Rússia, Ivanov foi incluído na lista de sanções da União Europeia por ter "apoiado o reconhecimento imediato pela Rússia das duas repúblicas autoproclamadas".
Pelos mesmos motivos, encontra-se nas listas de sanções do Reino Unido, Suíça, Austrália, Ucrânia, Japão e Nova Zelândia.

## Prêmios
- Ordem "Por Mérito à Pátria" 1ª classe[a]
- Ordem "Por Mérito à Pátria" 2ª classe (31 de janeiro de 2003) — por grande contribuição pessoal ao fortalecimento da capacidade de defesa e segurança do Estado[37]
- Ordem "Por Mérito à Pátria" 3ª classe[a]
- Ordem "Por Mérito à Pátria" 4ª classe (31 de janeiro de 2008) — por serviços prestados ao Estado e muitos anos de trabalho dedicado[38]
- Ordem de Alexandre Nevsky[a]
- Ordem do Mérito Militar[a]
- Ordem de Honra[a]
- Ordem da Estrela Vermelha[39]
- Ordem "Pela Coragem Pessoal" (1989)[39]
- Medalha de Dank (Quirguistão, 24 de janeiro de 2002) — por méritos no desenvolvimento da cooperação militar e técnico-militar[40]
- Ordem de Akhmat Kadyrov (Chechênia, 2007)[41]
- Ordem de Dostyk (Cazaquistão, 2005)[42]
- Ordem do Mérito 1ª classe (Ucrânia, 31 de janeiro de 2013) — por destacada contribuição pessoal ao desenvolvimento das relações interestatais ucraniano-russas[43]
- Medalha P. A. Stolypin 2ª classe (22 de dezembro de 2011) — por serviços no fortalecimento da capacidade de defesa do país[44]
- Certificado de Honra do Governo da Federação Russa (31 de janeiro de 2008) — por grande contribuição ao fortalecimento da capacidade de defesa do Estado, desenvolvimento de setores industriais de alta tecnologia e muitos anos de serviço dedicado[45]
- Certificado da Comunidade dos Estados Independentes (1 de junho de 2001) — por trabalho ativo no fortalecimento e desenvolvimento da Comunidade dos Estados Independentes[46]
- Laureado com o prêmio nacional "Russo do Ano" (2006)[47]
- Maior prêmio do concurso internacional de premiação ambiental "EcoWorld" do ano de 2017
- Ordem "Pela Salvação da Vida na Terra" da Academia Russa de Ciências Naturais — pelo importante trabalho na preservação do leopardo-do-extremo-oriente[48]

## Vida pessoal e atividades sociais
É fã de basquete. É um dos fundadores da Liga Unificada de Basquete, da qual foi presidente desde sua criação em 2008, tornando-se presidente honorário a partir de 2014. Costuma frequentar jogos do time de basquete do CSKA, bem como dos clubes de hóquei e futebol da mesma instituição. Fala fluentemente inglês e sueco, além de ter conhecimentos de norueguês e um pouco de francês.. Gosta da obra dos Beatles.
É casado. A esposa, Irina, nascida em 1953, é moscovita e tem formação superior em economia. O casal teve dois filhos: Aleksandr (1977–2014) e Sergei (nascido em 1980).

### Filhos
Aleksandr Sergeevitch Ivanov foi vice-presidente e membro do conselho do Vnesheconombank entre 2012 e 2014. Trabalhou anteriormente no mesmo banco desde 2000 e no VTB de 2002 a 2006, ocupando diversos cargos. Formou-se no MGIMO, concluiu a Academia Financeira do Governo Russo em 2003 e a Escola de Economia de Estocolmo em 2012.
Em 20 de maio de 2005, em Moscou, na rua Lobachevski, ao volante de um VW Bora, envolveu-se em um acidente de trânsito que resultou na morte de Svetlana Beridze, de 68 anos, que atravessava na faixa de pedestres. Em 21 de novembro de 2005, o processo criminal contra Ivanov foi encerrado por ausência de crime. Segundo peritos, o motorista Aleksandr Ivanov não teve possibilidade técnica de evitar o atropelamento, estava sóbrio e não excedia a velocidade. O deputado Viktor Pokhmelkin considerou duvidosa a decisão de encerrar o caso. Sergei Ivanov declarou não ter ajudado o filho nesse processo.
Em 3 de novembro de 2014, Aleksandr Ivanov se afogou nos Emirados Árabes Unidos enquanto nadava com a filha no mar.
Sergei Sergeevitch Ivanov, nascido em 1980, foi presidente da companhia ALROSA entre 6 de março de 2017 e 17 de maio de 2023. Foi vice-presidente sênior do Sberbank entre abril de 2016 e março de 2017, sendo responsável pelo bloco de Gestão de Patrimônio, que incluía seguros, previdência, gestão de ativos e outras áreas.
No passado, foi presidente do conselho de administração e membro do conselho da Sogaz, além de presidente do conselho de supervisão do Pool de Seguros Nucleares da Rússia.
Em junho de 2007, atuava como vice-presidente do Gazprombank. Em fevereiro de 2010, aos 29 anos, foi nomeado vice-presidente do conselho do banco. Em 5 de abril de 2011, foi encerrado seu mandato como vice-presidente e membro do conselho do Gazprombank. No mesmo dia, assumiu como presidente do conselho da seguradora Sogaz.
Em 2011, ocupou o cargo de presidente do conselho de supervisão do Rosselkhozbank.
Em 22 de junho de 2011, após uma assembleia de acionistas, passou a integrar o conselho de administração do Gazprombank.